# カギガタアオイ
カギガタアオイ（鈎形葵、鉤形葵、学名: Asarum curvistigma）は、ウマノスズクサ科カンアオイ属の常緑の多年草。

## 特徴
葉に長さ5-10cmになる葉柄があり、暗褐色から暗紫色にる。葉身は三角状卵形または卵状楕円形で、長さ5-11cm、幅4-7cmになり、先端はいくぶんとがり、基部は心形になり、基部の両翼が耳状になる。葉の表面は光沢があり、葉の縁に沿って短毛が散生し、雲紋状または霜降状の白斑が入るが、ときに斑がないこともある。葉脈はほとんどへこむことはない。裏面は無毛で淡緑色になる。
花は10-11月に咲き始める。花に花弁は無く、萼裂片が花弁状になる。萼筒は上方でやや細まった筒形で、長さ7-13mm、径10-13mmになる。萼筒の入口は内側に狭い口環があり、少し離れて小板状に突起したひだがある。萼筒内壁には網状隆起があり、15-18個の縦脈と横脈があって格子状になるがやや不規則である。萼裂片は卵状三角形で開出し、長さ10-12mmになり、先はややとがって斜めに開き、表面は濃紫褐色になり短毛が密生し、縁はあまり波打たない。雄蕊は12個あり、短い花糸で子房の外壁ににつく。花柱は6個あって直立し、先端は長靴を逆さにしたような「カギ形」になって外側に曲がって突き出て、その頂部に柱頭がある。
同属のタマノカンアオイやアマギカンアオイに似るが、本種は、萼筒が上部でくびれること、板状突起があまり発達しなこと、秋に開花することで異なる。

## 分布と生育環境
日本固有種。本州の東海地方の静岡県中西部と山梨県南部の富士川流域から天竜川流域までに分布し、低山地の林落葉広葉樹や常緑広葉樹が交じる林床に生育する。

## 名前の由来
和名カギガタアオイは、「鈎形葵、鉤形葵」の意で、雌蕊の先端の形がカギ状に湾曲していることからいう。
種小名（種形容語） curvistigma は、curvi-stigma で、「曲がった柱頭の」の意味。

## 種の保全状況評価
絶滅危惧IB類 (EN)（環境省レッドリスト）
（2017年、環境省）

## ギャラリー

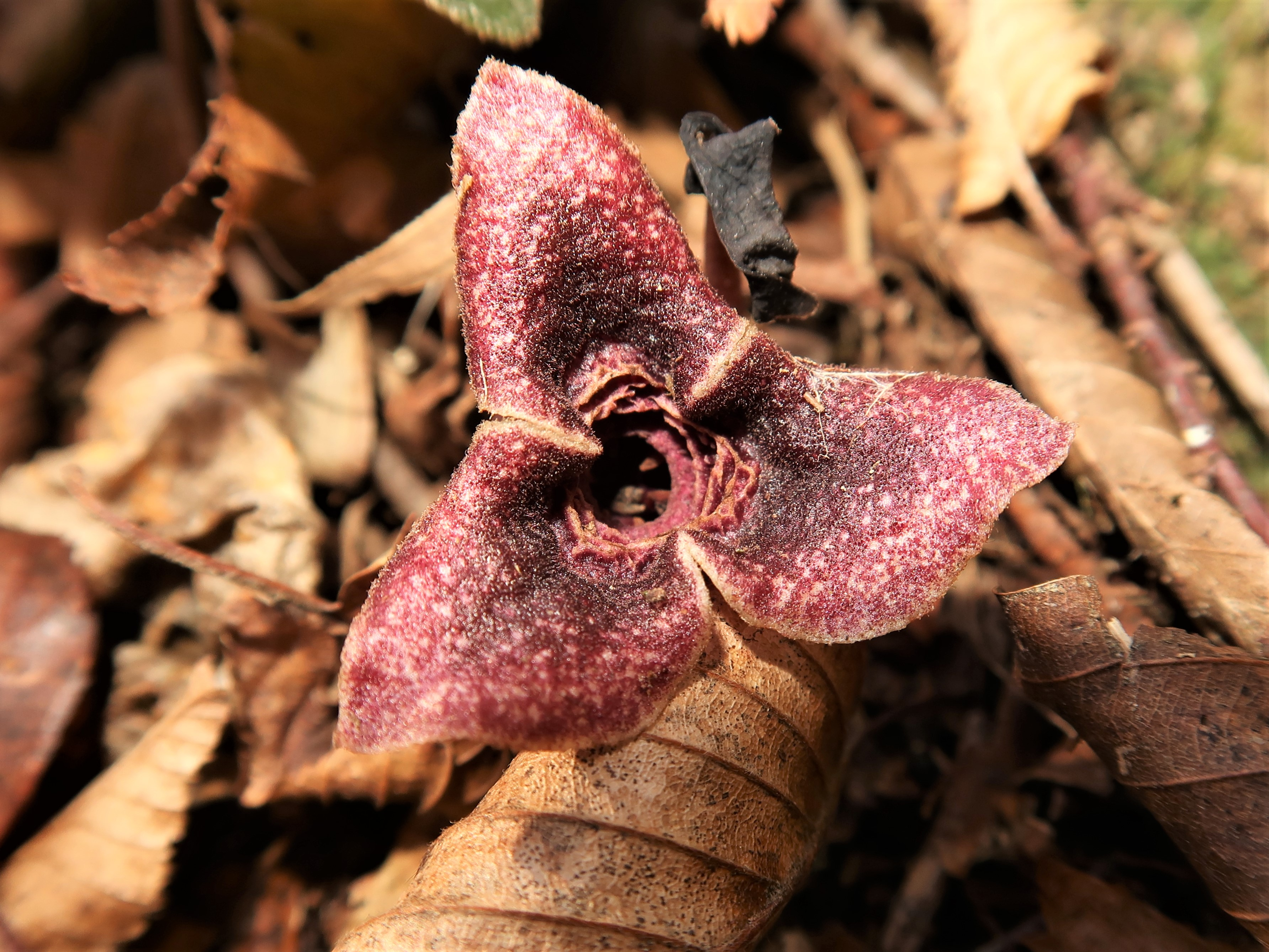
萼裂片は卵状三角形で、斜めに開き、表面は濃紫褐色になり短毛が密生する。萼筒の入口の外側に小板状に突起したひだがある。
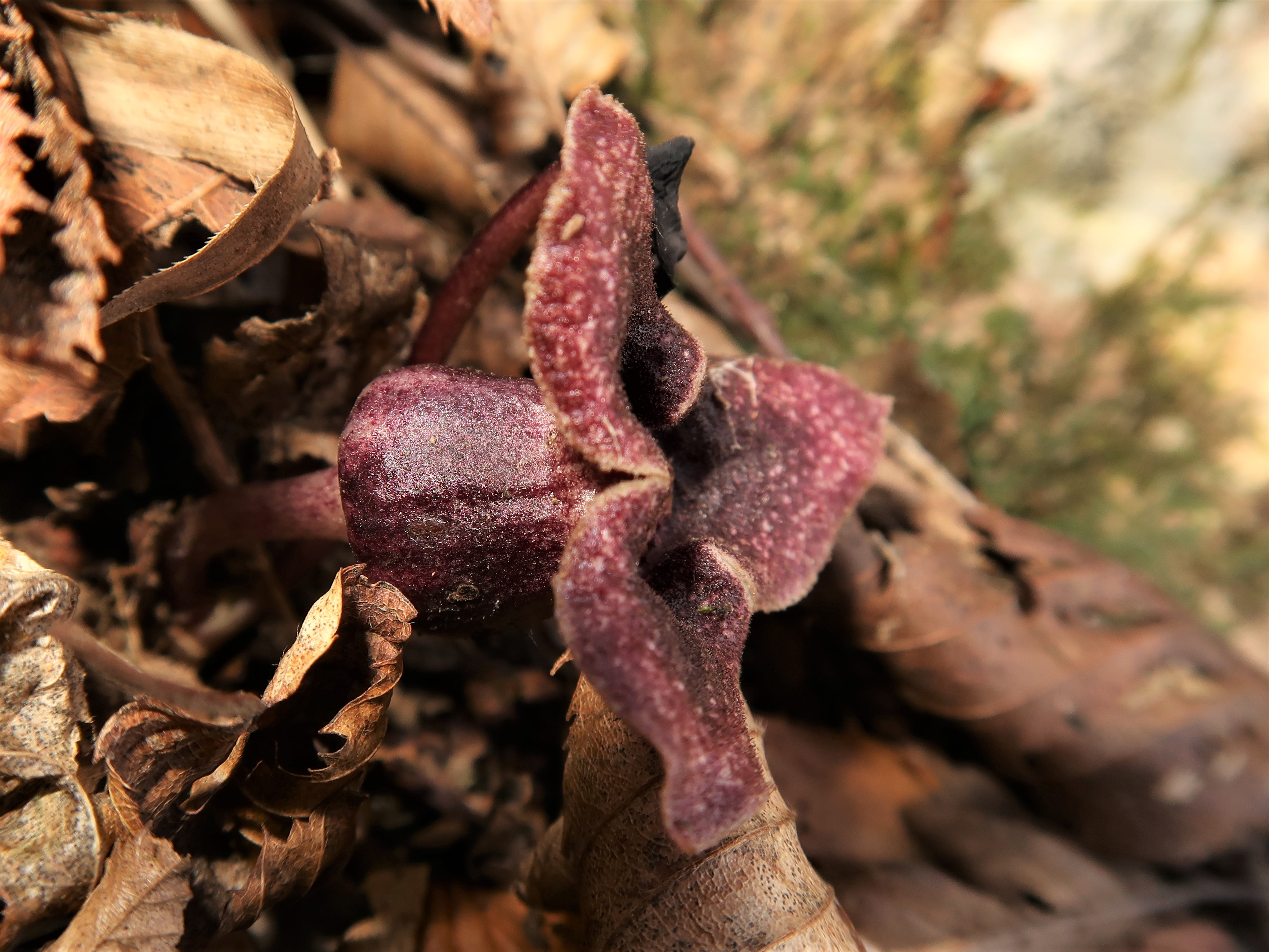
萼筒は上部がくびれる筒型。
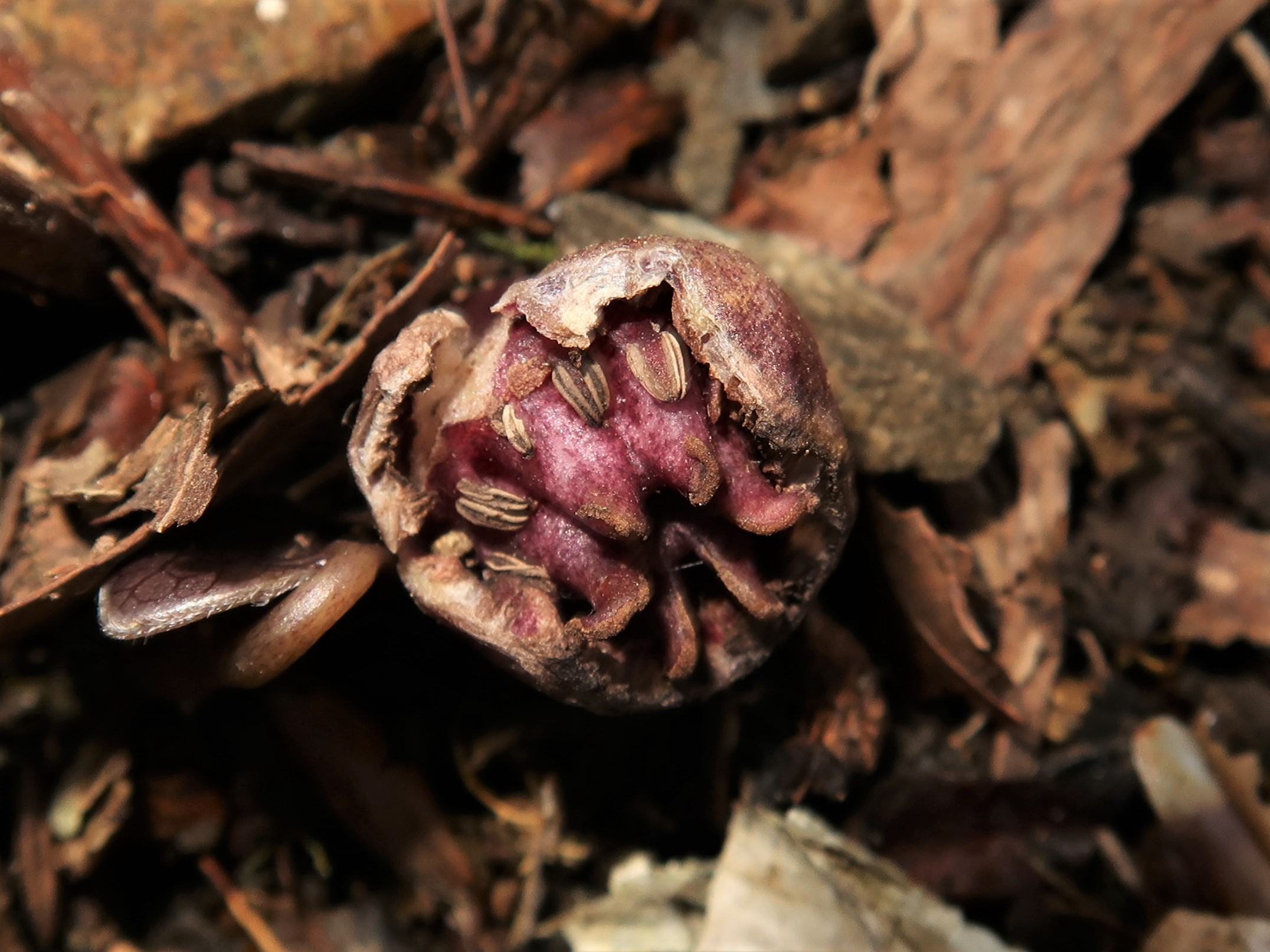
6個の花柱の先端は「カギ形」になる。4月、萼筒部分が欠けたもの。
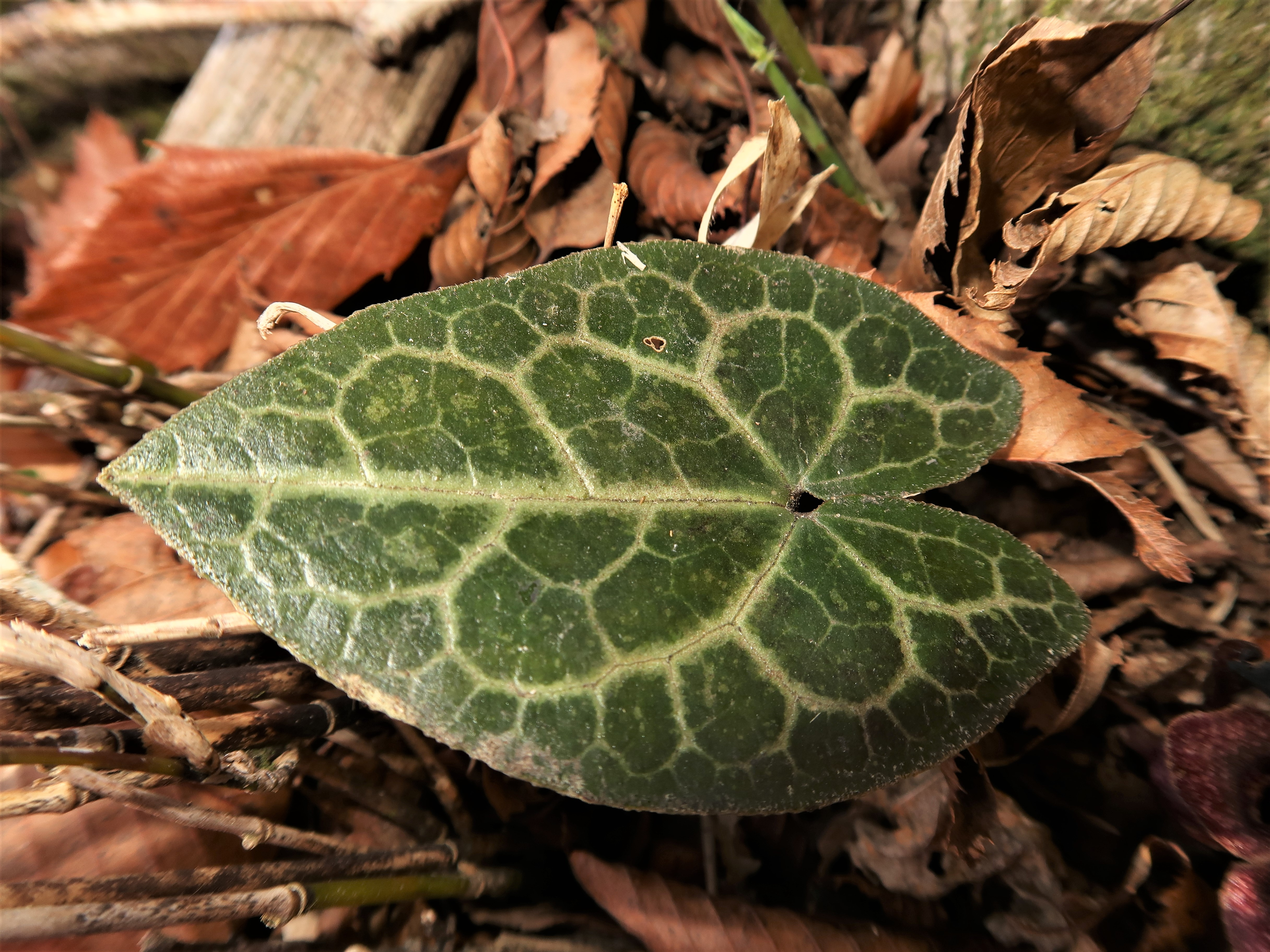
葉の表面は光沢があり、葉の縁に沿って短毛が散生する。葉脈上に亀甲状の白斑に加えて霜降状の白斑が入っているもの。
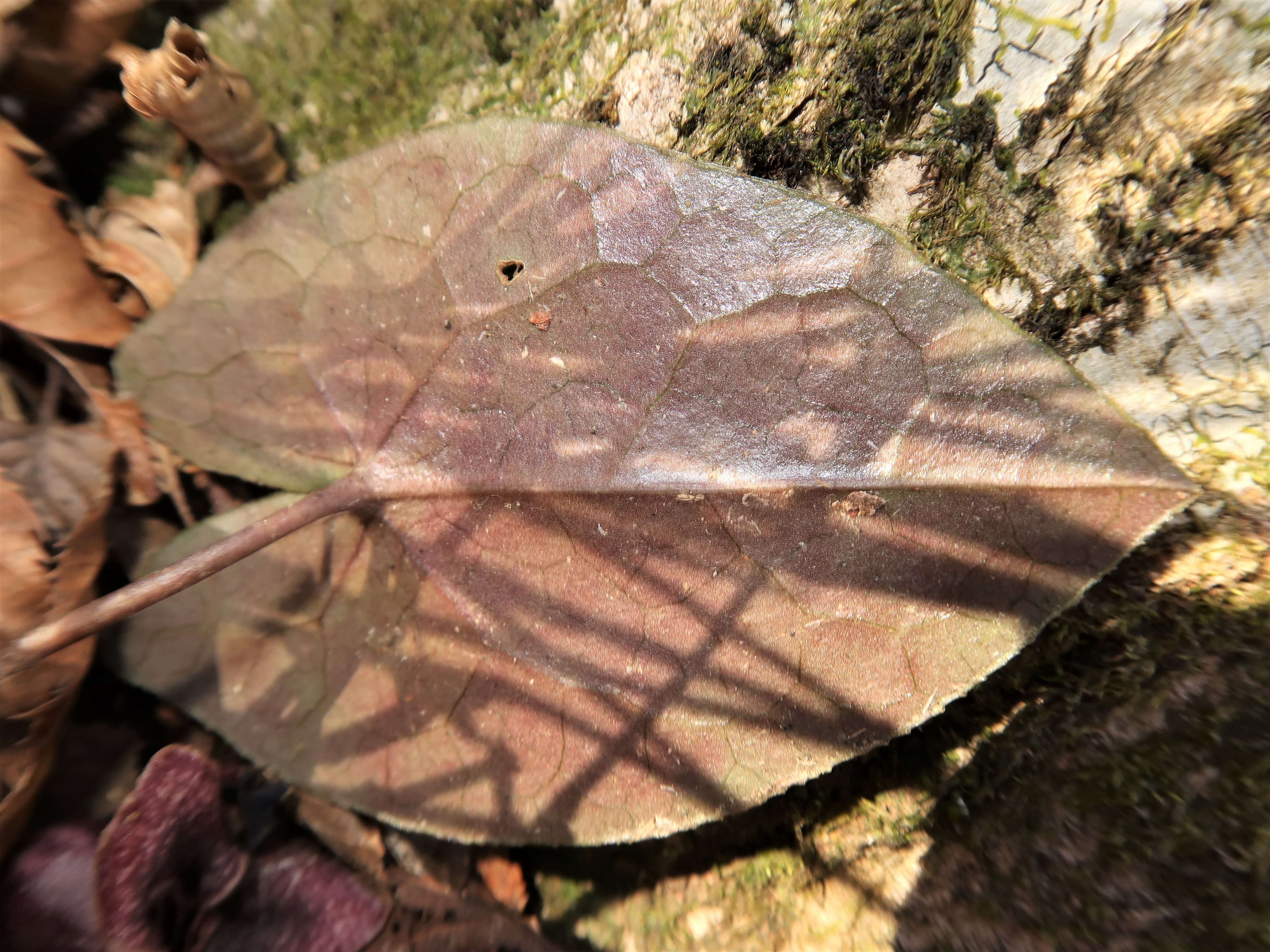
葉の裏面は無毛。